# 息長老
息長 老（おきなが の おゆ）は、飛鳥時代から奈良時代にかけての貴族。姓は公のち真人。官位は従四位上・左京大夫。

## 経歴
天武天皇13年（684年）八色の姓制定に伴い、公姓から真人姓に改姓する。持統天皇6年（692年）遣新羅使に任ぜられる（この時の冠位は直広肆）。
元明朝では従四位下の位階にあって、右大弁・兵部卿・左京大夫といった京官を歴任した。和銅4年（711年）従四位上に至る。和銅5年（712年）10月20日卒去。

## 官歴
『六国史』による。
- 天武天皇13年（684年） 10月1日：公姓から真人姓に改姓
- 時期不詳：直広肆
- 持統天皇6年（692年） 11月8日：見遣新羅使
- 時期不詳：従四位下
- 慶雲2年（705年） 4月22日：右大弁
- 和銅元年（708年） 3月13日：兵部卿。9月4日：左京大夫
- 和銅4年（711年） 4月7日：従四位上